# Quốc kỳ Liên Xô
Quốc kỳ Liên bang Cộng hòa Xã hội Chủ nghĩa Xô viết, còn được gọi đơn giản là Quốc kỳ Liên Xô hoặc Biểu ngữ Đỏ, là một cờ đỏ với hai biểu tượng cộng sản được trưng bày ở canton: một búa liềm vàng được phủ một ngôi sao năm cánh màu đỏ viền vàng. Thiết kế và biểu tượng của lá cờ bắt nguồn từ nhiều nguồn, nhưng xuất hiện trong Cách mạng Nga. Nó cũng đã trở thành biểu tượng tiêu chuẩn đại diện cho chủ nghĩa cộng sản nói chung, được công nhận như vậy trong các vòng tròn quốc tế, ngay cả sau khi Liên Xô tan rã vào năm 1991.
Lá cờ đỏ trơn, vốn là biểu tượng cách mạng truyền thống từ rất lâu trước năm 1917, đã được đưa vào lá cờ Liên Xô để tôn vinh khía cạnh quốc tế của cách mạng công nhân. Mặt khác, thiết kế búa liềm độc đáo là một nét công nghiệp hiện đại được tiếp thu từ Cách mạng Nga; nó đại diện cho "liên minh cách mạng chiến thắng và bền bỉ" bằng cách thống nhất búa (tức là công nhân) và liềm (tức là nông dân). Ngôi sao năm cánh viền vàng nằm phía trên búa liềm là biểu tượng của Đảng Cộng sản Liên Xô.
Lá cờ đầu tiên được thông qua vào tháng 12 năm 1922. Vào các năm 1923, 1924, 1936 và 1955, các điều luật đã được thông qua dẫn đến việc điều chỉnh chiều dài cán búa và hình dạng lưỡi liềm. Vào năm 1980, một sửa đổi đã được thực hiện đối với sắc lệnh năm 1955, theo đó loại bỏ búa và lưỡi liềm được hiển thị trên mặt sau của cờ, mặc dù mô tả pháp lý vẫn hoàn toàn không thay đổi. Thiết kế của lá cờ Liên Xô năm 1955 được dùng làm cơ sở cho tất cả quốc kỳ của các nước Cộng hòa Liên bang.

## Biểu tượng và thiết kế
Quốc kỳ Liên Xô bao gồm một lá cờ đỏ trơn với một chiếc búa vàng bắt chéo với một lưỡi liềm vàng đặt bên dưới một ngôi sao đỏ viền vàng. Biểu tượng này nằm ở góc trên bên trái của lá cờ đỏ.
Màu đỏ tôn vinh lá cờ đỏ của Công xã Paris năm 1871; ngôi sao đỏ và búa liềm là biểu tượng cộng sản và chủ nghĩa xã hội.
Búa tượng trưng cho công nhân công nghiệp thành thị trong khi lưỡi liềm tượng trưng cho công nhân nông nghiệp (nông dân), những người cùng với giai cấp vô sản tạo thành nhà nước. Ngôi sao đỏ tượng trưng cho Đảng Cộng sản, và vị trí của nó trên búa và liềm tượng trưng cho vai trò lãnh đạo của nó trong xã hội xã hội chủ nghĩa nhằm thống nhất và khai sáng công nhân và nông dân trong việc xây dựng xã hội cộng sản.
Thiết kế của lá cờ được ban hành vào năm 1955, đưa ra cách rõ ràng để định nghĩa và tạo ra lá cờ. Điều này dẫn đến việc thay đổi chiều dài cán búa và hình dạng của lưỡi liềm. Bộ luật được thông qua nêu rõ rằng:
1. Tỷ lệ chiều rộng và chiều dài của lá cờ là 1:2.
2. Búa liềm nằm trong một hình vuông có các cạnh bằng 1⁄4 chiều cao lá cờ. Đầu nhọn của lưỡi liềm nằm ở giữa mặt trên của hình vuông, và tay cầm của búa và lưỡi liềm nằm ở các góc dưới của hình vuông. Chiều dài của búa và tay cầm của nó là 3⁄4 đường chéo của hình vuông.
3. Ngôi sao năm cánh được ghi vào một vòng tròn có đường kính là 1⁄8 chiều cao lá cờ, vòng tròn tiếp tuyến với cạnh trên của hình vuông.
4. Khoảng cách từ trục thẳng đứng của ngôi sao, búa liềm đến dây kéo bằng 1⁄3 chiều cao lá cờ. Khoảng cách từ mặt trên của lá cờ đến tâm của ngôi sao bằng 1⁄8 chiều cao lá cờ.

Chính thức từ năm 1980, mặt sau của lá cờ là một cánh đồng đỏ trơn không có búa liềm. Tuy nhiên, trên thực tế, điều này thường bị những người làm cờ bỏ qua vì việc in toàn bộ lá cờ dễ hơn và ít tốn kém hơn nhiều, với thiết kế mặt trước được phản chiếu ở mặt sau. It was also common to see the reverse of the flag bear the hammer and sickle in the obverse formation. Một ví dụ về lá cờ thể hiện tình trạng de jure của nó là chỉ có một mặt là lá cờ Liên Xô trên đỉnh Điện Kremli với thiết kế chính thức chỉ có một mặt.
Đối với việc trưng bày theo chiều dọc, lá cờ được tạo ra với sự khác biệt rõ rệt là búa liềm được xoay 90 độ để bù cho sự thay đổi về kích thước. Mặc dù phổ biến trong thực tế chính thức, một chủ sở hữu cờ thông thường sẽ chỉ cần xoay một lá cờ thiết kế tiêu chuẩn 90 độ sang phải và treo nó bằng tời (không lật như trong cờ Hoa Kỳ).

## Hiện nay
Cùng với Sự sụp đổ của Liên Xô và Đông Âu, lá cờ này hiện tại không còn đại diện cho bất kì chính thể và không được bất kỳ quốc gia nào trên thế giới và Liên Hợp Quốc công nhận.

## Các mẫu quốc kỳ trong lịch sử
| Cờ | Thời điểm   | Sử dụng | Mô tả                                                |
| -- | ----------- | ------- | ---------------------------------------------------- |
|    | 1922 - 1923 | Quốc kỳ | Nền đỏ với quốc huy Liên Xô ở giữa                   |
|    | 1923 - 1924 | Quốc kỳ | Có viền vàng quanh búa liềm                          |
|    | 1924 - 1936 | Quốc kỳ | Không có viền vàng                                   |
|    | 1936 - 1955 | Quốc kỳ | Thay đổi hình dáng liềm                              |
|    | 1955 - 1980 | Quốc kỳ | Búa liềm thay đổi hình dạng và nhỏ hơn               |
|    | 1980 - 1991 | Quốc kỳ | Màu đỏ nhạt hơn màu đỏ của phiên bản cờ 1955 - 1980. |